# 율산그룹
율산그룹은 1975년 6월에 율산실업으로 초대회장인 신선호, 강동원, 최안준, 신태승, 권순우 등 5명의 서울대학교 출신 20대 청년 사업가들이 오퍼상 창업을 시작하였고 단 4년 7개월 만에 14개의 계열사와 약 8천명의 직원을 둔 대기업으로 성장한 신화와 같은 기업이다.(신태승을 제외한 나머지 4명은 광주서중(38회) 또는 광주일고(11회) 출신이다.) 하지만 1979년 4월 3일에 '율산사건'이 터지면서 신선호(申善浩) 율산그룹 회장이 외국환관리법 위반과 횡령죄로 구속되었다. 결국 율산그룹의 14개의 계열사는 도산하거나 경영권이 다른 회사로 넘어갔는데 이들 중 율산제화를 인수한 라이프그룹은 율산제화 인수와 함께  '라이프제화'로 상호명을 변경하여 제화업계에 진출했지만 1987년 라이프유통에 합병됐다. 현재 신선호 회장은 센트럴시티그룹의 회장으로 기업인의 삶을 이어가다 2013년 초에 센트럴시티 의장직에서 은퇴하였다.

## 초기 성장기
1975년 6월 자본금 500만 원으로 율산실업이 창립되었고, 율산실업은 한국 최초로 중동에 시멘트 사업을 벌일 계획을 세워, 중동 산유국을 상대로 막대한 양의 시멘트를 수출해 많은 부를 축적했다. 초대 회장 신선호는 1970년대 재계의 신화로 일컬어질 정도로 뛰어난 경영 능력을 발휘하였다. 특히 율산은 1977년 한 해에 이미 인수한 3개의 기업 외에 8개의 회사를 더 인수해 11개의 계열사를 거느리게 되었고, 종업원만도 7,000여 명이나 되었다. 이듬해 종합상사로 발돋움하였고, 1979년 도산 무렵에는 계열사가 14개로 늘어났다. 율산이 급성장할 때 언론은 `재계 신데렐라의 탄생' 이라고 찬사를 보냈다.

## 율산 사건(도산)
1978년 정부의 '8.8투기억제 조치'로 인해 시중의 돈줄이 막히자 자금압박에 시달리기 시작한다. 이어 의류사업도 판매부진으로 고전하자, 티켓을 만들어 고위 공직자, 은행 등에 선물하였는데, 이것이 적발되어 율산그룹 임원진들과 직원들이 검찰 소환되어 조사를 받았고, 티켓을 받은 공직자는 모두 파면 조치 혹은 직위해제 처리되었다. 이때 3억 5천만달러 상당의 사우디 아라비아 주택공사 계약이 최종단계에서 물거품이 되는 사태가 발생하였다.
율산그룹은 정부에 구제금융을 요청하였고, 70억원의 구제금융을 받았으나, 이는 모두 단기금융 어음과 부채를 갚는 데 쓰였다. 설상가상으로 부동산 투기 억제 조치로 인해 부동산 값이 폭락하여 부동산 처분도 힘들게 되었다. 이는 금융부채 및 방만한 기업 확장으로 인하여 자금난이 초래한 결과로 인식되었다. 이 당시 율산그룹의 부채는 1,523억에 육박하였다.
1979년 4월 신선호 회장이 외국환관리법 위반 및 횡령혐의로 구속당하고, 율산그룹의 모든 계열사가 도산 및 경영권이 박탈당한 사건이 일어났다.